# Allemagne au Concours Eurovision de la chanson 1968
L'Allemagne a participé au Concours Eurovision de la chanson 1968 le 6 avril à Londres, Angleterre, au Royaume-Uni. C'est la 13e participation allemande au Concours Eurovision de la chanson.
Le pays est représenté par la chanteuse Wencke Myhre et la chanson Ein Hoch der Liebe, sélectionnées en interne par la NDR.

## Sélection interne
Le radiodiffuseur allemand Norddeutscher Rundfunk (NDR, « Radiodiffusion de l'Allemagne du Nord »), choisit l'artiste et la chanson en interne pour représenter Allemagne au Concours Eurovision de la chanson 1968.
| Artiste      | Chanson            | Traduction         |
| ------------ | ------------------ | ------------------ |
| Wencke Myhre | Ein Hoch der Liebe | Un toast à l'amour |

Lors de cette sélection, c'est la chanson Ein Hoch der Liebe interprétée par Wencke Myhre qui fut choisie. Le chef d'orchestre sélectionné pour l'Allemagne à l'Eurovision 1968 est Horst Jankowski.

## À l'Eurovision
Chaque pays a un jury de dix personnes. Chaque juré attribue un point à sa chanson préférée.

### Points attribués par l'Allemagne
| 6 points | Espagne              |
| 2 points | Autriche Royaume-Uni |

### Points attribués à l'Allemagne
| 10 points     | 9 points | 8 points | 7 points          | 6 points              |
| ------------- | -------- | -------- | ----------------- | --------------------- |
|               |          |          |                   |                       |
| 5 points      | 4 points | 3 points | 2 points          | 1 point               |
| - Royaume-Uni |          |          | - Espagne - Suède | - Luxembourg - Suisse |

Wencke Myhre interprète Ein Hoch der Liebe en deuxième position lors de la soirée du concours, suivant l'Espagne — à la fin du vote pays vainqueur de 1968 — et précédant la Yougoslavie.
Au terme du vote final, l'Allemagne termine 6e sur les 17 pays participants, ayant reçu 11 points,.